# John Jairo Mosquera
John Jairo Mosquera (ur. 15 stycznia, 1988 w Apartadó) jest kolumbijskim piłkarzem grającym na pozycji napastnika. Obecnie gra na wypożyczeniu z Werderu Brema w drużynie 1. FC Union Berlin.